# Емпирична формула
Емпирична формула на химично съединение, в химията, е най-простото съотношение (цяло число) на атомите на всеки химичен елемент в съединението. Емпиричната формула не държи сметка за изомерия, структура или абсолютен брой на атомите. Емпиричната формула се използва като стандарт най-вече за йонни съединения, като например CaCl2, за вещества с молекулна кристална решетка, като SiO2. Терминът емпирични (от опита) се отнася до процеса на елементен анализ, техника от аналитичната химия, използвана за определяне на относителните дял на всеки елемент в химично съединение.
За разлика от нея, молекулната формула определя броя от всеки вид на атом в молекулата, а структурната формула показва структурата на молекулата.
За пример, химично съединение N-хексан има структурна формула CH3CH2CH2CH2CH2CH3, което показва, че тя има 6 въглеродни атоми, подредени в една верига, и 14 водородни атома. Молекулна формула на хексана е C6H14, и неговата емпирична формула е C3H7, показвайки съотношението на C:H като 3:7. Различни съединения могат да имат една и съща емпирична формула. За пример, формалдехид, оцетна киселина и глюкоза имат една и съща емпирична формула CH2O. Това е действително молекулярна формула за формалдехид, но оцетна киселина има двоен брой атоми и глюкоза е шест пъти повече.
| Вещество | Молекулна формула | Емпирична формула |
| -------- | ----------------- | ----------------- |
| Вода     | H2O               | H2O               |
| Метан    | CH4               | CH4               |
| Бензен   | C6H6              | CH                |
| Сяра     | S8                | S                 |
| Глюкоза  | C6H12O6           | CH2O              |